# قرار مجلس الأمن التابع للأمم المتحدة رقم 362
قرار مجلس الأمن الدولي رقم 362، أصدر في 23 أكتوبر، 1974، بعد أن وجد أنه بالرغم من استمرار الهدوء في الشرق الأوسط إلا أن الوضع ما زال متوترا، فقد قرر المجلس بتمديد فترة وجود قوات الطوارئ التابعة للأمم المتحدة لمدة ستة أشهر أخرى، حتى 24 أبريل 1975.